# 全唐文

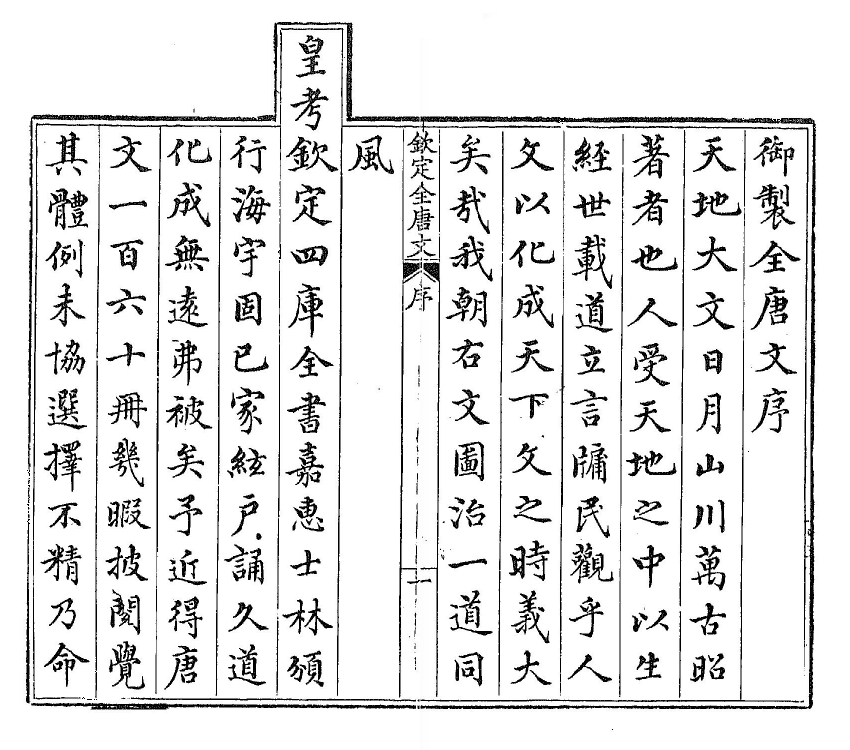
『全唐文』嘉慶帝の序文

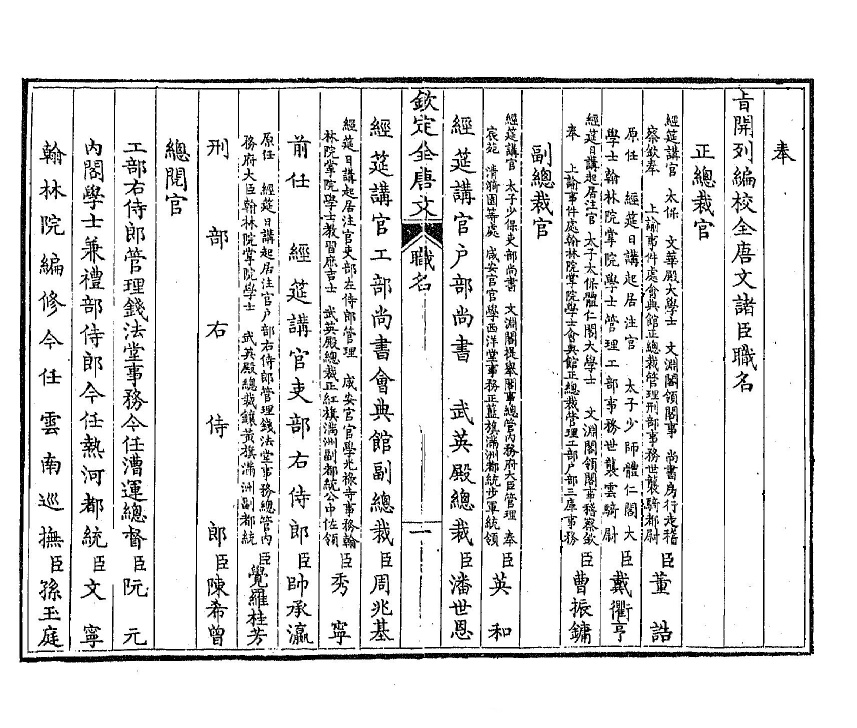
『全唐文』編纂者一覧

『全唐文』（ぜんとうぶん）は、中国・唐五代の文章の総集である。1000巻、首2巻。嘉慶帝の奉勅撰。

## 概要
清朝の1814年（嘉慶19年）に「全唐文館」が開設され、董誥ら107人が本書の編集に駆りだされた。
底本は、『四庫全書』・『永楽大典』・『文苑英華』・『唐文粋』等であり、20,025篇を収録している。作者は、3,035人に及ぶ。皇帝・宗室を初めに置いて、僧・道以下を配しており、各人の小伝を最初に附している。
また、唐代人士の文集、各種の類書、筆記小説、金石文などの諸種の資料を渉猟し、豊富な内容量や校勘の水準では見るべきものがある。但し、各篇の出典や年次が明示されていないなど、多少の不備は免れ得ない。

## 版本
- 殿本 - 内府刊本
- 淮南書局本
- 広東刊本